# Charlene Vella
Charlene Vella är en maltesisk konsthistoriker, akademiker och författare med fokus på medeltida och renässanskonst. Vella leder forskningen inom senmedeltida och renässanskonststudier vid Maltas universitet.

## Biografi
Charlene Vella har studerat konsthistoria vid Maltas universitet, och 2016 erhöll hon en doktorsexamen från University of Warwick. Vid University of Warwick studerade Vella under Donald Cooper från Universitetet i Cambridge.
År 2025 hedrades Vella vid Mara-evenemanget, en plattform för att fira kvinnligt ledarskap, kreativitet och motståndskraft. Vella uppmärksammades som den första kvinnliga heltidslektorn i konsthistoria vid University of Malta och den första kvinnan att befordras till docent inom samma område.
Vella är författare till två monografier och har publicerat flera artiklar i både maltesiska och internationella tidskrifter. År 2023 tilldelades hon “Premio Antonello da Messina 2023” i kategorin "Studi Antonelliani", organiserad av Associazione Culturale “Antonello da Messina”, vid en ceremoni den 14 april 2023 i Basilica di S. Marco på Capitolium i Rom. Vella har också organiserat internationella konferenser om medeltida konst vid Maltas universitet.
Sedan 2016 har Vella varit medlem i Malta Planning Authority's Design Advisory Committee. År 2023 utsågs hon till styrelseledamot i Malta Catholic Institute. Mellan 2008 och 2018 var Vella konstkritiker för Sunday Times of Malta.

## Publikationer
- The Mediterranean Artistic Context of Late Medieval Malta: 1091-1530, Charlene Vella. Malta: Midsea Books, 2013.
- In the Footsteps of Antonello Da Messina: The Antonelliani between Sicily and Venice. Charlene Vella. Malta: Midsea Books, 2022.
- Dynamics of Artistic Exchange in the Mediterranean: the Medieval and Renaissance Imprint. Charlene Vella (ed.). Malta: Midsea Books, 2024.
- With Abigail Pace, ‘Isabelle Borg: an Artist who happened to be a Woman’, in Yosanne Vella (ed.) Discovering women’s history in Malta, 2024, Malta University Press, pp. 143–151.
- ‘New insights into the painted crucifix attributed to Antonio de Saliba in the V&A Museum, London’, The Antiquaries Journal, 101, 2021, pp. 269–300. doi:10.1017/S000358152000030X.